# Sceloenopla
Sceloenopla là một chi bọ cánh cứng trong họ Chrysomelidae.
Chi này được miêu tả khoa học năm 1837 bởi Chevrolat.

## Các loài
Các loài trong chi này gồm:
- Sceloenopla abbreviata (Baly, 1885)
- Sceloenopla albofasicata Pic, 1938
- Sceloenopla ambarensis Santiago-Blay, 1996
- Sceloenopla ampliata (Baly, 1885)
- Sceloenopla anchoralis (Baly, 1858)
- Sceloenopla annulipes Pic, 1932
- Sceloenopla antennata (Baly, 1885)
- Sceloenopla apicalis (Baly, 1858)
- Sceloenopla apicicornis (Guérin-Méneville, 1844)
- Sceloenopla atricollis (Weise, 1910)
- Sceloenopla atricornis Pic, 1929
- Sceloenopla atrospina (Pic, 1929)
- Sceloenopla bahiana Uhmann, 1938
- Sceloenopla balyi (Grimshaw, 1897)
- Sceloenopla basalis Pic, 1929
- Sceloenopla bicoloricornis Pic, 1929
- Sceloenopla bidens (Fabricius, 1792)
- Sceloenopla bilineata Pic, 1929
- Sceloenopla bimaculaticollis (Pic, 1948)
- Sceloenopla boliviensis Pic, 1929
- Sceloenopla brevipennis Pic, 1929
- Sceloenopla brevispina (Pic, 1929)
- Sceloenopla bryanti (Bondar, 1937)
- Sceloenopla callangana Pic, 1929
- Sceloenopla calopteroides (Weise, 1904)
- Sceloenopla carinata (Fabricius, 1801)
- Sceloenopla carinaticornis Pic, 1929
- Sceloenopla cassidiformis Pic, 1929
- Sceloenopla cayennensis Pic, 1929
- [[Sceloenopla Championi]] (Baly, 1885)
- Sceloenopla chevrolatii (Baly, 1858)
- Sceloenopla cincta (Weise, 1905)
- Sceloenopla cognata (Baly, 1858)
- Sceloenopla collaris (Baly, 1858)
- Sceloenopla columbica (Weise, 1910)
- Sceloenopla compressicornis (Fabricius, 1801)
- Sceloenopla contraria (Weise, 1921)
- Sceloenopla costaricea Uhmann, 1930
- Sceloenopla crassicornis Pic, 1929
- Sceloenopla decens (Weise, 1913)
- Sceloenopla deyrollei (Baly, 1858)
- Sceloenopla dilatata (Guérin-Méneville, 1844)
- Sceloenopla dominicana Samuelson & Staines, 2000
- Sceloenopla donckieri (Weise, 1904)
- Sceloenopla elevata (Fabricius, 1801)
- Sceloenopla elongata (Guérin-Méneville, 1844)
- Sceloenopla emarginata (Fabricius, 1792)
- Sceloenopla erudita (Baly, 1885)
- Sceloenopla evanida Uhmann, 1937
- Sceloenopla femoralis (Weise, 1910)
- Sceloenopla ferox (Baly, 1885)
- Sceloenopla fraterna (Baly, 1885)
- Sceloenopla fryella (Baly, 1858)
- Sceloenopla germaini Pic, 1929
- Sceloenopla gigantea (Guérin-Méneville, 1844)
- Sceloenopla godmani (Baly, 1885)
- Sceloenopla goniaptera (Perty, 1832)
- Sceloenopla gracilenta (Baly, 1885)
- Sceloenopla gratiosa (Baly, 1858)
- Sceloenopla guyanensis Pic, 1929
- Sceloenopla haroldi (Baly, 1878)
- Sceloenopla humeralis Pic, 1929
- Sceloenopla integra Uhmann, 1930
- Sceloenopla jatahyensis (Pic, 1929)
- Sceloenopla javeti (Baly, 1858)
- Sceloenopla kolbei (Weise, 1910)
- Sceloenopla kraatzi (Weise, 1921)
- Sceloenopla laeta (Baly, 1858)
- Sceloenopla lineolata Uhmann, 1953
- Sceloenopla lojaensis (Pic, 1932)
- Sceloenopla longula (Baly, 1885)
- Sceloenopla lugubris (Weise, 1910)
- Sceloenopla lycoides (Waterhouse, 1881)
- Sceloenopla lydiae Uhmann, 1954
- Sceloenopla maculata (Olivier, 1793)
- Sceloenopla maculipes (Weise, 1913)
- Sceloenopla major Pic, 1929
- Sceloenopla marcapatana (Pic, 1932)
- Sceloenopla maronica Uhmann, 1940
- Sceloenopla matronalis (Weise, 1905)
- Sceloenopla mauliki Uhmann, 1930
- Sceloenopla melanospila (Weise, 1905)
- Sceloenopla meridionalis (Weise, 1910)
- Sceloenopla mitis (Weise, 1905)
- Sceloenopla moesta (Weise, 1921)
- Sceloenopla multistriata Uhmann, 1930
- Sceloenopla munda (Weise, 1905)
- Sceloenopla nigripes (Weise, 1910)
- Sceloenopla obscurovittata (Baly, 1885)
- Sceloenopla obsoleta (Baly, 1858)
- Sceloenopla octopunctata (Baly, 1858)
- Sceloenopla ornata Uhmann, 1954
- Sceloenopla ovata (Weise, 1910)
- Sceloenopla pallida (Baly, 1885)
- Sceloenopla parvula (Baly, 1858)
- Sceloenopla pascoei (Baly, 1858)
- Sceloenopla peruviana Pic, 1929
- Sceloenopla postfasciata Pic, 1934
- Sceloenopla posticata (Baly, 1885)
- Sceloenopla pretiosa (Baly, 1858)
- Sceloenopla proxima (Baly, 1885)
- Sceloenopla pulchella (Baly, 1858)
- Sceloenopla pulcherrima (Baly, 1858)
- Sceloenopla quinquemaculata (Guérin-Méneville, 1844)
- Sceloenopla rectelineata (Pic, 1929)
- Sceloenopla robinsonii (Baly, 1858)
- Sceloenopla roseicollis Spaeth, 1953
- Sceloenopla rubrosinuata (Pic, 1921)
- Sceloenopla scherezeri (Baly, 1858)
- Sceloenopla schildi Uhmann, 1930
- Sceloenopla separata Pic, 1934
- Sceloenopla serraticornis (Fabricius, 1792)
- Sceloenopla sheppardi (Baly, 1858)
- Sceloenopla simplex (Weise, 1910)
- Sceloenopla singularis (Weise, 1910)
- Sceloenopla sinuaticollis (Pic, 1932)
- Sceloenopla smithii (Baly, 1858)
- Sceloenopla soluta (Weise, 1905)
- Sceloenopla sparsa (Weise, 1910)
- Sceloenopla spectabilis (Baly, 1858)
- Sceloenopla stainesorum Santiago-Blay & Craig, 1999
- Sceloenopla stevensii (Baly, 1858)
- Sceloenopla subcornuta (Baly, 1858)
- Sceloenopla subfasciata Pic, 1928
- Sceloenopla subparallela (Baly, 1885)
- Sceloenopla tarsata (Baly, 1858)
- Sceloenopla testaceipennis Pic, 1929
- Sceloenopla tetracantha (Champion, 1920)
- Sceloenopla unidentata (Olivier, 1792)
- Sceloenopla varia Uhmann, 1930
- Sceloenopla varipes Weise, 1921
- Sceloenopla violaceipennis Pic, 1929
- Sceloenopla viridifasciata (Pic, 1929)
- Sceloenopla viridinotata (Pic, 1929)
- Sceloenopla vitticollis (Weise, 1905)
- Sceloenopla westwoodii (Baly, 1858)
- Sceloenopla whitei (Baly, 1858)